# NGC 6745B
NGC 6745B (również PGC 200361 lub UGC 11391b) – zniekształcona galaktyka spiralna znajdująca się w gwiazdozbiorze Lutni w odległości około 200 milionów lat świetlnych od Ziemi. Galaktyka ta znajduje się w trakcie zderzenia z NGC 6745A. Kolizja ta doprowadziła do utworzenia jasnoniebieskiego obłoku łączącego obie galaktyki, w którym powstają nowe gwiazdy.